# نوده (بجنورد)
نوده (بجنورد)، روستایی از توابع بخش گرمخان شهرستان بجنورد در استان خراسان شمالی ایران است.نام قدیمی این منطقه ارتیان بوده است.اهالی این روستا از ایل بزرگ کرمانج شادلو هستند. رجبعلی محمدزاده از فرماندهان ایرانی جنگ ایران و عراق که به همراه نورعلی شوشتری ترور شد، متولد این روستا است.  

## جغرافیا
روستاي نوده از توابع بخش گرمخان شهرستان بجنورد در استان خراسان شمالي مي باشد. اين روستا داراي دو راه ارتباطي آسفالت مي باشد كه هر دو جاده در آزاد راه بجنورد به شيروان قرار دارد،‌ يكي از باباامان، ۵ کیلومتر پیش از بجنورد و ديگري از كارخانه سيمان بجنورد، ۲۰ کیلوتر پیش از بجنورد منشعب مي شوند. 

## مردم
مردم روستای نوده مسلمان و مذهب تشیع دارند.مردم نوده به زبان کردی کرمانجی تکلم می‌کنند.متاسفانه زبان شفاهی این مردم به علت نداشتن رسم الخط کرمانجی در معرض نابودی است.

## جمعیت
این روستا در دهستان گرمخان قرار دارد و براساس سرشماری مرکز آمار ایران در سال ۱۳۸۵، جمعیت آن ۱۶۴۵ نفر (۴۳۰خانوار) بوده‌است.

## محلات
مردم روستای نوده طبق عادتی که ازدیرباز از نیاکان خود به ارث برده‌اند برای هرقسمت از روستا نامی بخصوص دارند و روستا را به ده محله تقسیم می‌کنند که عبارت‌اند از: کوچه باغ، دَم کوتَل، کوچه باقر آباد، خَرمانْ، خندق، قلعه بالا، قلعه پائین، تپه(شهرک مسکونی جدید)، قمری، کوچه حمام.

## امام زادگان
امام زاده یحیی:
در جاده که ب سمت نوده حرکت بکنید اولین بنایی که خبر از رسیدن به مقصد می‌دهد بنای مربع شکلی با گنبدی سبز رنگ در داخل بنا ضریحی ساده و چوبین قرار دارد و دیوارهایش با بیرق وپرده وپرچمها آراسته شده است.
امام زاده دلتاش:
امام زاده دلتاش در حدود یک کیلومتری از جنوب شرقی امامزاده یحیی قرار گرفته است، که بنایی ساده و مستطیل شکل دارد آرامگاه این امامزاده مشرف به باغات است و فضایی سبز و دلنشین دارد. این امامزاده  قدمتش به قدمت روستا برمی‌گردد، محل بنای این امامزاده در وسط یک رودخانه فصلی است که با وجود سیل‌های مخرب فصلی هیچ آسیبی به این بنا نمیرسد وهمواره سیل از طرفین بنا عبور می‌کند.

## مساجد
مسجد جامع ( مسجد پایین)
بنای این مسجد درسال ۱۳۶۵ ساخته شده است قبل از ساخت این بنا نیز در همین مکان مسجدی قدیمی وجود داشته که تخریب شده ومسجد فعلی ساخته شده است. سال ساخت مسجد قدیمی را هیچ یک از اهالی به خاطر ندارند گفته میشود مسجد قدیمی حدود صد سال قدمت داشته است .
مسجد امام حسین ( مسجد بالا):
این مسجد بر زمین مسجدی قدیمی ساخته شده است. مسجد قدیمی این محل مسجدی زیبا و خاطره انگیز برای تمام اهالی است وهمه با حسرت از آن یاد میکنند آن مسجد دارای سکوها و ایوان ونرده های چوبی زیبایی بود که به علت فرسودگی بنا متاسفانه تخریب شد. این مسجد که دارای گنبد نیز میباشد. درنمای روبروی مسجد حیاطی کوچک و در سمت راست خود محوطه قابل توجهی دارد.
مسجد حضرت ابوالفضل ( مسجد محله خَرمانْ )

## جمعیت
این روستا در دهستان گرمخان قرار دارد و براساس سرشماری مرکز آمار ایران در سال ۱۳۸۵، جمعیت آن ۱٬۶۴۵ نفر (۴۳۰خانوار) بوده‌است.